# North Star Deserter
North Star Deserter è un album in studio del cantautore statunitense Vic Chesnutt. È stato pubblicato nel 2007 per l'etichetta Constellation Records. Hanno collaborato suonando nel disco, tra gli altri, anche Guy Picciotto (chitarrista del gruppo Fugazi e produttore discografico) e la band canadese post-rock A Silver Mt. Zion.

## Tracce
1. Warm – 3:00
2. Glossolalia – 3:32
3. Everything I Say – 6:53
4. You Are Never Alone – 5:42
5. Fodder On Her Wings – 3:12
6. Splendid – 8:29
7. Rustic City Fathers – 4:23
8. Over – 4:00
9. Debriefing – 8:27
10. Marathon – 5:34
11. Rattle – 1:29